# 草津線
草津線（くさつせん）は、三重県伊賀市の柘植駅から滋賀県草津市の草津駅に至る西日本旅客鉄道（JR西日本）の鉄道路線（幹線）である。
路線記号は C 。

## 概要
主に、杣川（そまがわ）、野洲川沿いの甲賀地域を走る。沿線の町は、旧宿場街や農村を形成し、周辺に田畑が広がっている。比較的平地を走る区間が多いが、三雲駅 - 貴生川駅間では山と川の狭間の林を縫って旧杣街道と併走する。甲賀駅 - 柘植駅間も森林地帯を貫いている。電車運転であることや、三雲駅 - 貴生川駅間の一部区間をのぞきほぼ直線が続く上に駅間距離が長いため、単線の各駅停車としては表定速度が速い。また、大阪駅から亀山駅までは大阪環状線・関西本線の加茂駅経由より、草津線を経由する方が所要時間・距離共に短く、草津駅から名古屋駅までの距離は、米原駅経由より草津線から四日市駅を経由する方が短い。しかし、後述の通り現在は直通列車はなく、所要時間は乗り換えなどで長くなる。
かつては三雲駅や貴生川駅で貨物営業を行っており、また東海道新幹線の開業前は関西本線と結んで東海道本線のバイパス的役割も担っていたため、関西本線と東海道本線を結ぶ貨物列車も多数運転されていたが、現在貨物営業をする駅も貨物列車の運転もない。
全線が旅客営業規則の定める大都市近郊区間の「大阪近郊区間」及びIC乗車カード「ICOCA」エリアに含まれている。

## 路線データ
- 管轄（事業種別）：西日本旅客鉄道（第一種鉄道事業者）
- 路線距離（営業キロ）：36.7 km
- 軌間：1067 mm
- 駅数：11（起終点駅含む）
  - 草津線所属駅に限定した場合、関西本線所属の柘植駅と東海道本線所属の草津駅[4]が除外され、9駅となる。
- 複線区間：なし（全線単線）
- 閉塞方式：自動閉塞式（特殊）
- 電化区間：全線電化（直流1500 V）
- 最高速度：95 km/h [2]
- 運転指令所：大阪総合指令所
- IC乗車カード対応区間：
  - ICOCAエリア：全線（全線PiTaPaポストペイサービス対象区間）

全区間を京都支社が管轄しているが、柘植駅付近は同本部の大阪支社亀山鉄道部が管轄している。なお、国鉄時代の1986年時点では同線は関西本線の支線扱いであったこともあり、大半が滋賀県の路線ながらも、信楽線とともに天王寺鉄道管理局が管轄していた。

## 沿線概況

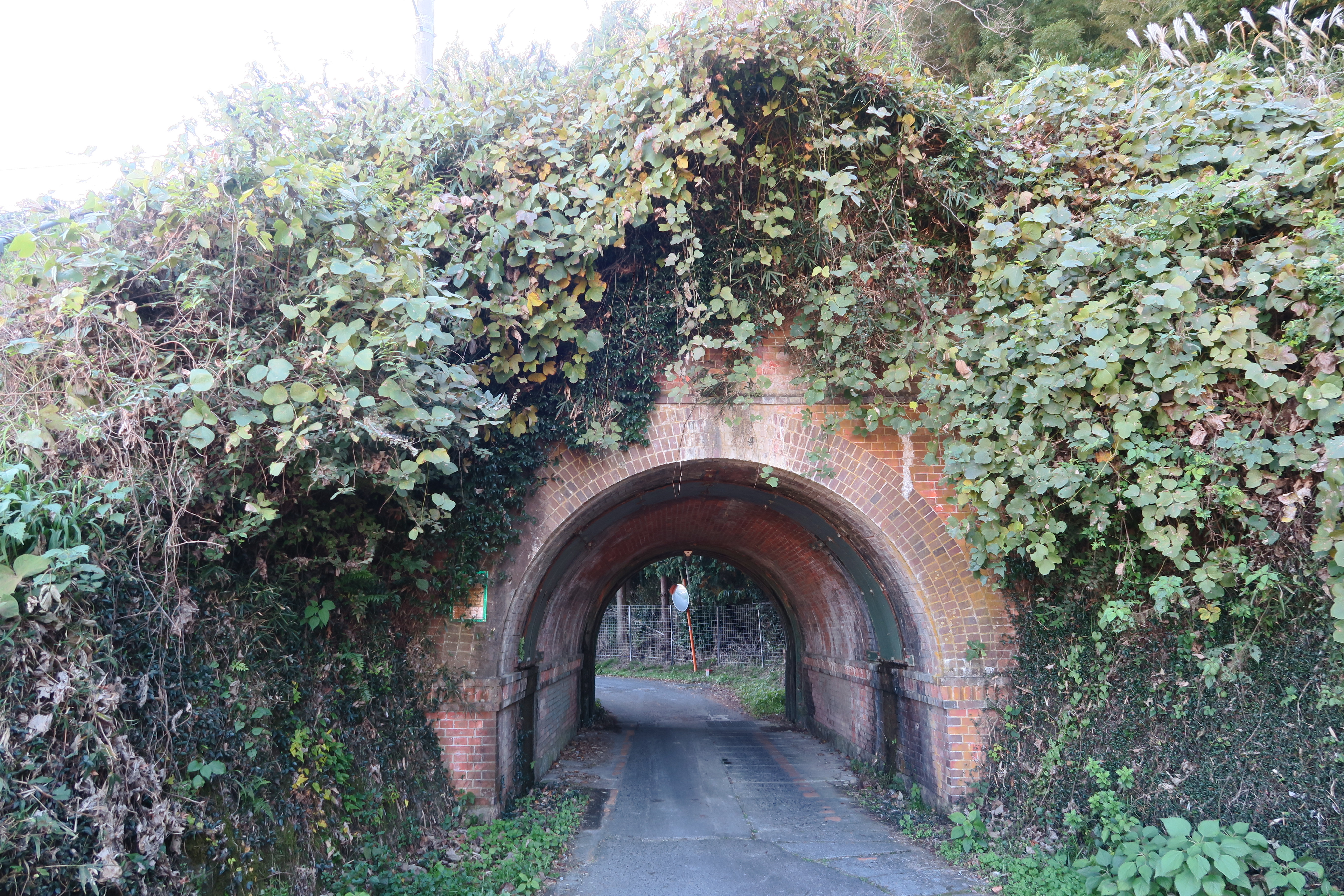
関西鉄道の社紋が残る国分橋梁（滋賀県甲賀市）

沿線の鉄道構造物（駅の歩廊、立体交差部など）は明治期の早い時期に敷設されたものが、現在に至って使用されているものもあり、その構造や装飾などに草津線の前身の関西鉄道の社紋を残すなど意匠に富んだものを散見することができる。
開業の経緯により、柘植駅を発車した草津線の列車は、関西本線が左に分かれていくのに対して直進して草津駅を目指す。柘植駅には引き上げ線が設けられておらず、電留線への入れ換えの際は、草津線の本線で引き上げる。林の中を進み勾配を登り切ると、滋賀県道・三重県道4号草津伊賀線（以下、県道4号）の高架橋をくぐり、同県道とほぼ並走して貴生川方面を目指す。まもなく三重県から滋賀県に入るが、この周辺にはゴルフ場が多く点在している。県道4号が右側に並走してしばらくすると、草津線の東側には塩野義製薬の油日研究センター、さらに進むと西側に塩野義製薬のグループ会社油日アグロリサーチの武蔵山研究農場がある。青野川を渡る付近で丘陵地帯を抜けて住宅街が見え始めると油日駅で、甲賀駅・寺庄駅と続き、甲南駅付近までほぼ直線が続く。この付近の駅間は住宅が点在し、田畑が広がる田園地帯になる。甲賀駅 - 寺庄駅間で新名神高速道路と交差し、県道4号もこの区間で草津線の東側から西側に移る。寺庄駅から杣川の東側を走行し、左側から信楽高原鐵道信楽線が寄り添ってくると国道307号の高架橋をくぐって貴生川駅に到着する。
貴生川駅から近江鉄道本線が右側にカーブして分かれていき、すぐに杣川を渡り、その西側を走行する。林を抜けると杣川から合流した野洲川になり、左へカーブして三雲駅に至る。野洲川の対岸には国道1号が位置しているが、国道1号の旧道が三雲駅の北側で野洲川を渡って草津線と並走する。甲西駅から右手は工業団地が多く存在している。石部駅の先で再び野洲川と接近し、国道1号のバイパス（栗東水口道路）と名神高速道路をくぐって栗東市に入り、名神高速道路の栗東インターチェンジの高架橋をくぐると手原駅で、すぐに国道1号現道をくぐる。やがて、さらに東海道新幹線をくぐると、右手からかつて東海道新幹線の栗東信号場から分岐していた保守基地からの引き込み線跡が寄り添い、築堤上を並走する。やがて並走していた引き込み線に、京都方面から草津線に直通運転する高架橋の線路が分岐し離れていき、大きく左にカーブして草津駅に到着する。

## 運行形態
柘植駅で接続する関西本線が非電化であるため、関西本線支線の電化区間としては飛び地となっており、列車運行上、車両運用上は東海道本線支線としての性格が強くなっている。
普通列車のみの運転で、日中時間帯は平日11 - 13時台が草津駅 - 柘植駅間で1本、平日8 - 10時・14・15時台と土休日が草津駅 - 貴生川駅間で2本、貴生川駅 - 柘植駅間で1本の運行である。客車時代には多くが京都駅や鳥羽駅へ直通していたが、気動車・電車化により線内折り返しが主となった。しかし、草津線を利用する乗客の大多数の流動が大津駅・京都駅を向いていることもあり、向日町駅付近にある吹田総合車両所京都支所への回送列車を兼ねて、朝夕には京都駅発着の直通列車があり、平日朝にはさらに大阪・神戸方面に直通する柘植発網干行きも1本のみ運転されている。京都発柘植行きの列車は夕方のみの運行である。草津駅 - 京都駅間も全駅に停車するが、一部の列車は外側線（列車線）を走行している。また、関西本線亀山方面に直通する列車は現在では皆無となったが、日中は柘植駅で関西本線の亀山行き・加茂行きとの相互接続が行われており、柘植駅乗り換えで亀山方面への流動も少ないとはいえ一定数存在する。
戦前から1965年まで続いた姫路駅 - 鳥羽駅間の快速列車（俗に参宮快速などと呼ばれ、戦前は食堂車も連結されていた）と、その格上げ列車の「志摩」のほか、京都駅と名古屋駅を草津線経由で結ぶ「平安」、京都駅から南紀へ向かう「くまの」などの気動車による急行列車があったが、近鉄特急網の整備などによって利用者が減少し、日本国有鉄道（国鉄）末期にいずれも廃止された。これら3種の急行の草津線内停車駅は、1978年時点で草津駅・貴生川駅・柘植駅のみであった。
このほか、かつては伊勢神宮参拝の団体列車や関西から伊勢志摩へ向かう修学旅行列車が関西本線直通で走っていたが、それらも新名神高速道路の開通後は、ことごとくバス利用に移行したため運転されなくなった。また、気動車列車の時代には信楽線への直通もあり、JR化後も臨時の直通列車があったが、1991年5月14日の列車衝突事故後、直通列車は運転されていない。
沿線はモータリゼーションが進展しており自動車依存度の高い地域ではあるが、沿線（特に草津駅 - 貴生川駅間）では人口の増加傾向が続き、利用も堅調である。また、沿線自治体も草津線の各駅を発着するコミュニティバスを多数運行するなど、地域の足として支援する体制も概ね整備されている。自治体や住民からはさらなる増発や複線化、駅間距離が長い区間における新駅設置の要望もあり、滋賀県や沿線市町で構成される滋賀県草津線複線化促進期成同盟会がその取り組みを進めている。

### 上りと下り
関西鉄道として開業した当初は草津駅を起点としたが、現在の草津線は柘植駅が起点である。草津線では上りの柘植方面の列車が発着するのりばを1番のりばにしているため、草津駅が起点であった時代には駅舎側が1番のりばであった石部駅や甲南駅では、起点変更にともない、駅舎側が1番のりばではなく2番のりばになっている。

## 利用状況
各年度の平均通過人員、旅客運輸収入は以下のとおりである。
| 年度                   | 平均通過人員（人/日） | 平均通過人員（人/日） | 平均通過人員（人/日） | 旅客運輸収入（百万円） | 出典   |
| 年度                   | 全線                  | 柘植 - 貴生川         | 貴生川 - 草津         | 旅客運輸収入（百万円） | 出典   |
| ---------------------- | --------------------- | --------------------- | --------------------- | ---------------------- | ------ |
| 1987年度（昭和62年度） | 9,895                 |                       |                       |                        | [ 11 ] |
| 2013年度（平成25年度） | 12,631                | 3,128                 | 19,426                | 1,456                  | [ 11 ] |
| 2014年度（平成26年度） | 12,246                | 3,011                 | 18,849                | 1,457                  | [ 12 ] |
| 2015年度（平成27年度） | 12,260                | 2,996                 | 18,883                | 1,453                  | [ 13 ] |
| 2016年度（平成28年度） | 12,174                | 2,963                 | 18,760                | 1,433                  | [ 14 ] |
| 2017年度（平成29年度） | 12,049                | 2,869                 | 18,613                | 1,418                  | [ 15 ] |
| 2018年度（平成30年度） | 11,959                | 2,843                 | 18,476                | 1,402                  | [ 16 ] |
| 2019年度（令和元年度） | 11,798                | 2,792                 | 18,237                | 1,385                  | [ 17 ] |
| 2020年度（令和02年度） | 8,786                 | 2,011                 | 13,630                | 928                    | [ 18 ] |
| 2021年度（令和03年度） | 9,148                 | 2,011                 | 14,251                | 999                    | [ 19 ] |
| 2022年度（令和04年度） | 9,955                 | 2,166                 | 15,523                | 1,146                  | [ 20 ] |
| 2023年度（令和05年度） | 10,339                | 2,250                 | 16,122                |                        | [ 21 ] |

## 使用車両
すべて電車で運転されている｡
- 221系（吹田総合車両所京都支所所属）
  - 以前は網干所属車が大阪方面直通や線内運用に使われ、2007年3月改正で定期運用が一旦なくなった後、2013年3月改正から京都支所所属のK編成による定期運用が復活した。4両編成のほか、朝夕には4両2編成連結の8両編成や、6両編成での運用もある。
- 223系2500番台・6000番台（吹田総合車両所京都支所所属）
  - 2024年3月16日のダイヤ改正より使用されている。
- 223系1000番台・2000番台、225系0番台・100番台（網干総合車両所本所所属）
  - 2006年3月改正より、夜の上りと翌朝の大阪方面直通列車に8両貫通編成が使われており、2023年3月改正時点で、夜の上り草津発柘植行き最終列車（5390M）と翌朝の柘植発網干行き（5327M）の1往復に使われている。2017年3月改正からは夕方の京都駅直通列車に4両編成も使用されるようになった。

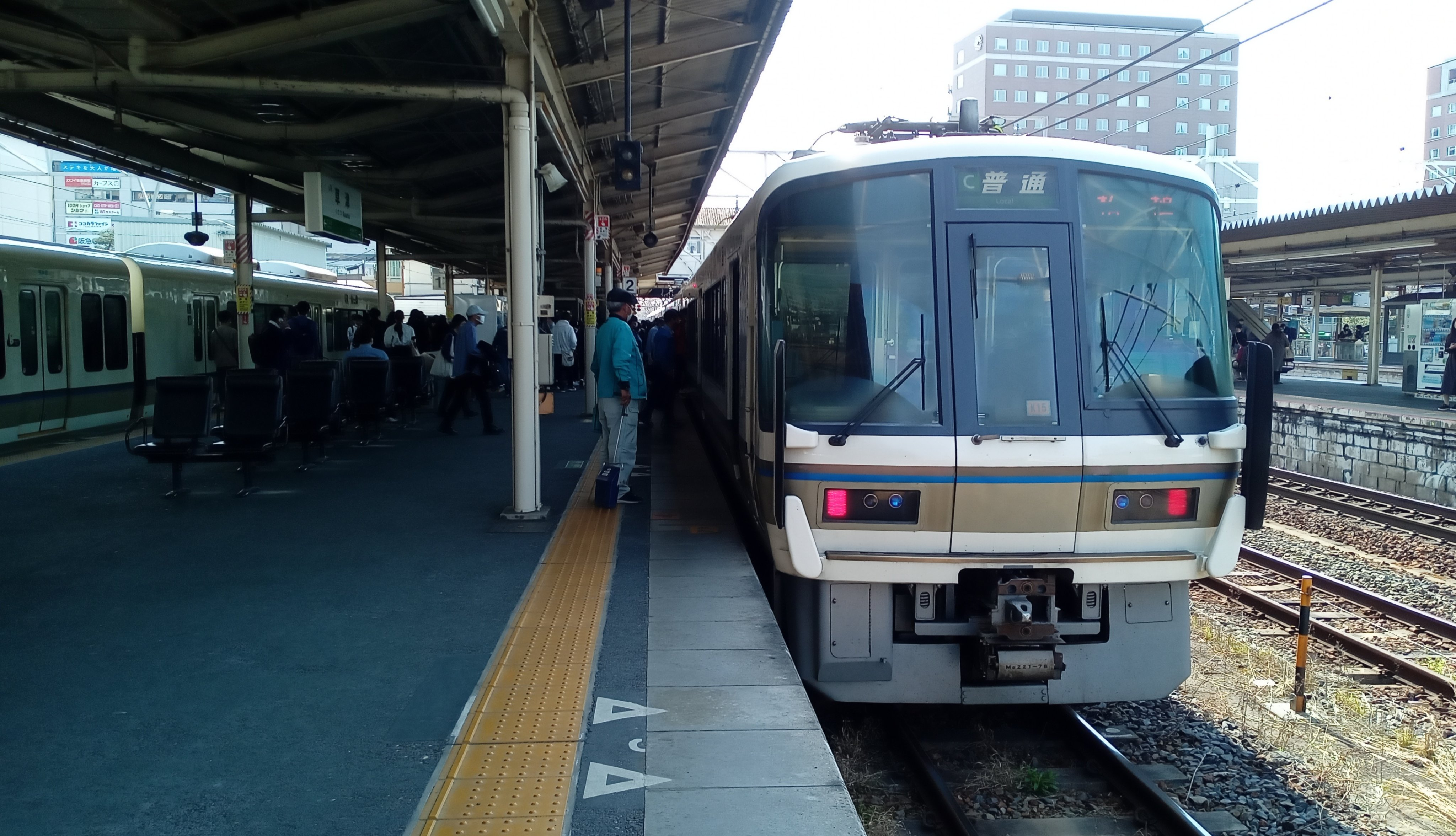
221系
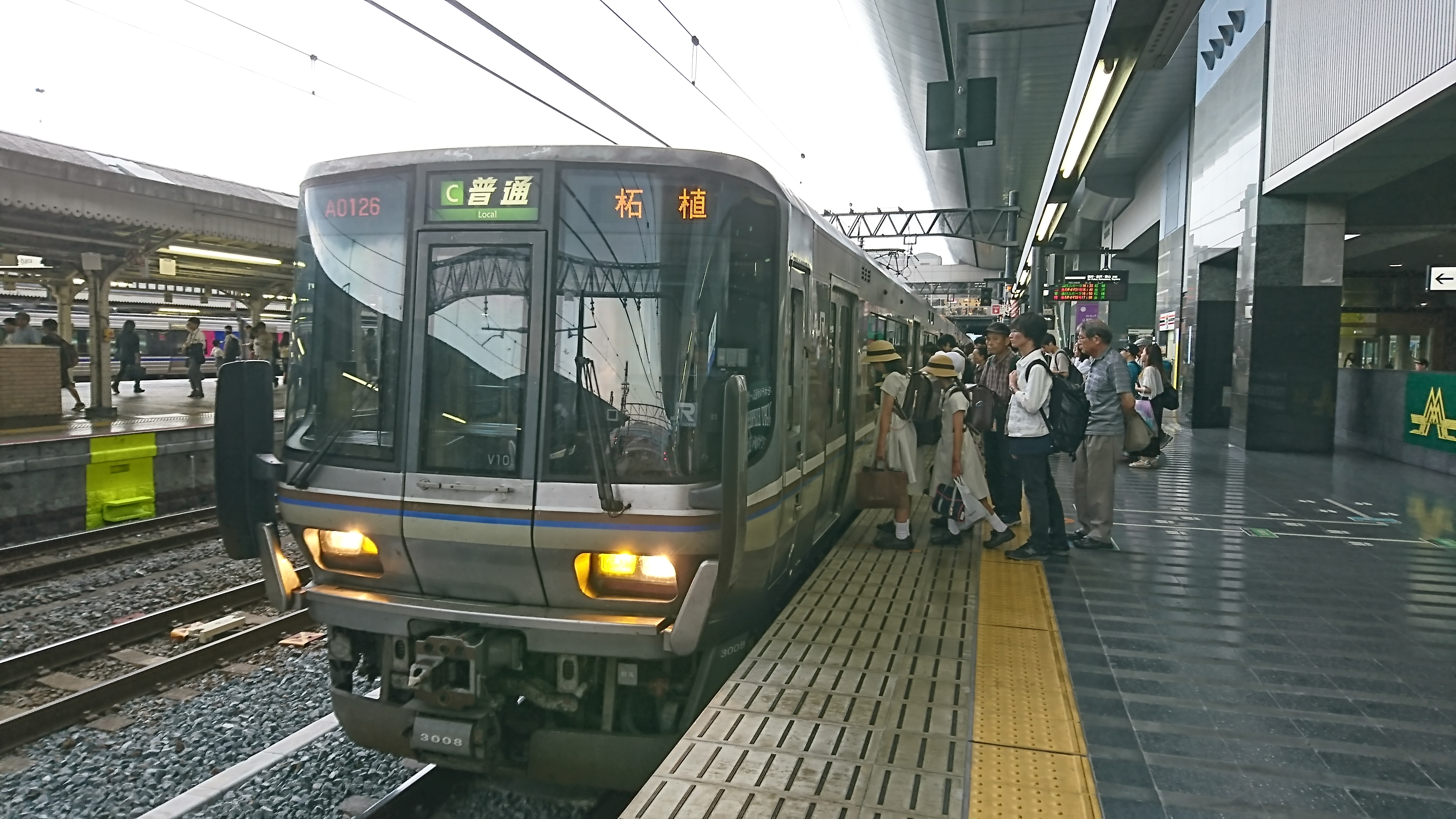
223系
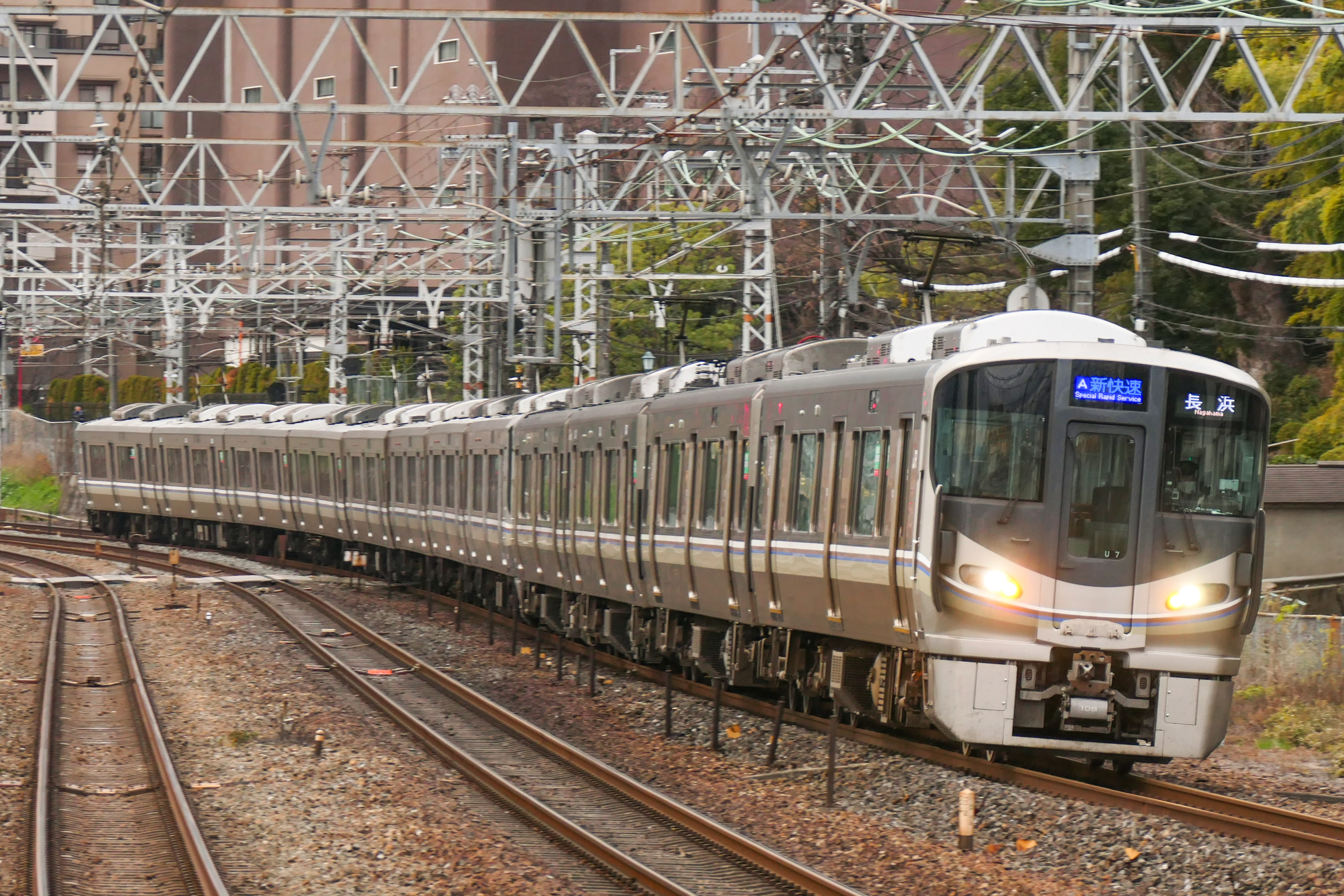
225系

### 過去の使用車両
- 蒸気機関車
  - D51形
    - 草津線で使用されていた車両が稲荷公園（栗東市手原）、余野公園（伊賀市柘植町）にそれぞれ静態保存されている。甲西駅前にも静態保存されていたが、2008年にヤマザキマザックに譲渡され、同社の美濃加茂製作所で保存されていた。その後、2019年に（同社が運営する）ヤマザキマザック工作機械博物館へ移設された[22]。

  - C57形
  - C58形
    - 信楽線で運用する関係で、草津線でも見ることができた。

  - C51形
    - 姫路駅 - 鳥羽駅間の快速列車を牽引していた。
- ディーゼル機関車
  - DD51形
    - 東海道本線・関西本線直通の客車列車や貨物列車を牽引していた。
- 客車 - いずれも、東海道本線・関西本線直通の列車に用いられた。
  - オハ35・オハフ33形
    - 1980年電化時の50系投入以前は亀山客貨車区のオハフ33トップナンバーが時折、運用されていた。

  - オハ61・オハフ61形近郊改造1500番台
  - オハ41形350番台・オハ46・オハ47・スハフ42・オハフ45形
  - ナハ10・ナハフ10形
  - オハ50・オハフ50形
- 気動車
  - キハ58・キハ28・キロ28形 - 急行「くまの」「志摩」「平安」に用いられた。
  - キハ17形・16形
  - キハ20形・キハ52形100番台 - 信楽線乗り入れ用
  - キハ30・キハ35・キハ36形
  - キハ53形0番台 - 信楽線乗り入れ用
  - キハ40形2000番台・キハ47形0番台・1000番台
- 電車
  - 113系（吹田総合車両所京都支所所属）
    - 草津線の主力電車として湖西線開業・草津線電化時に投入された700・2700番台が中心に使用されていた。原型の湘南色が主流であったが、車体更新後、晩年は京都・北近畿地区地域統一色となっていた。ラッピング車両「SHINOBI-TRAIN」（忍びトレイン）が2017年2月から運行されていたが2021年6月を以て運行を終了した[23]。4両編成のほか、朝夕には4両2編成連結の8両編成も見られた。2023年4月1日夜の柘植発草津行き5391Mを最後に草津線での運用を終了した[24]。

  - 117系（吹田総合車両所京都支所所属）
    - 新快速の運用離脱後に草津線で運用開始。福知山線用に一部ロングシート改造した6両編成のS編成が主に使用されていた。 2023年4月1日朝の柘植発京都行き5335Mを最後に草津線での運用を終了した[24]。

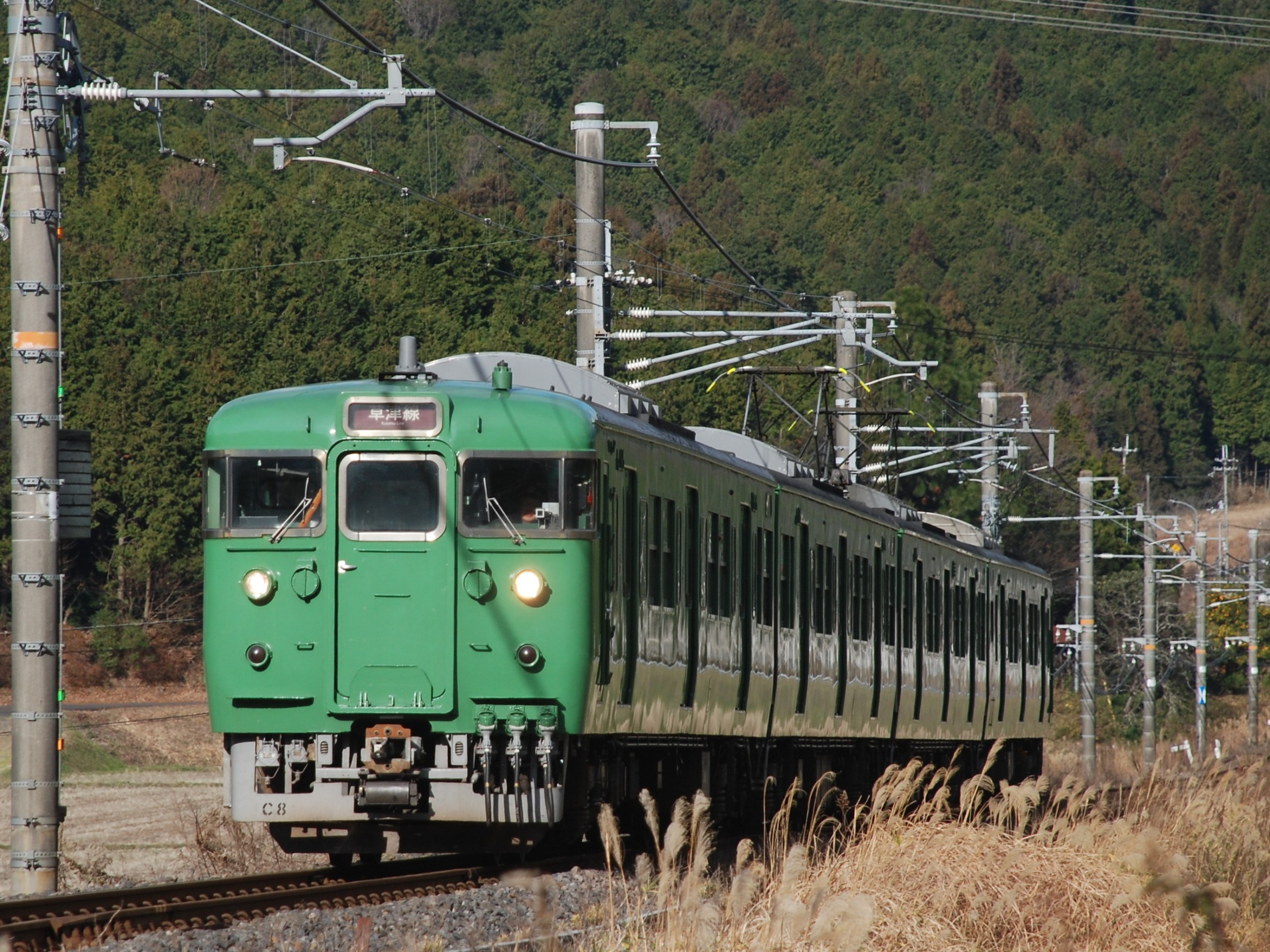
113系
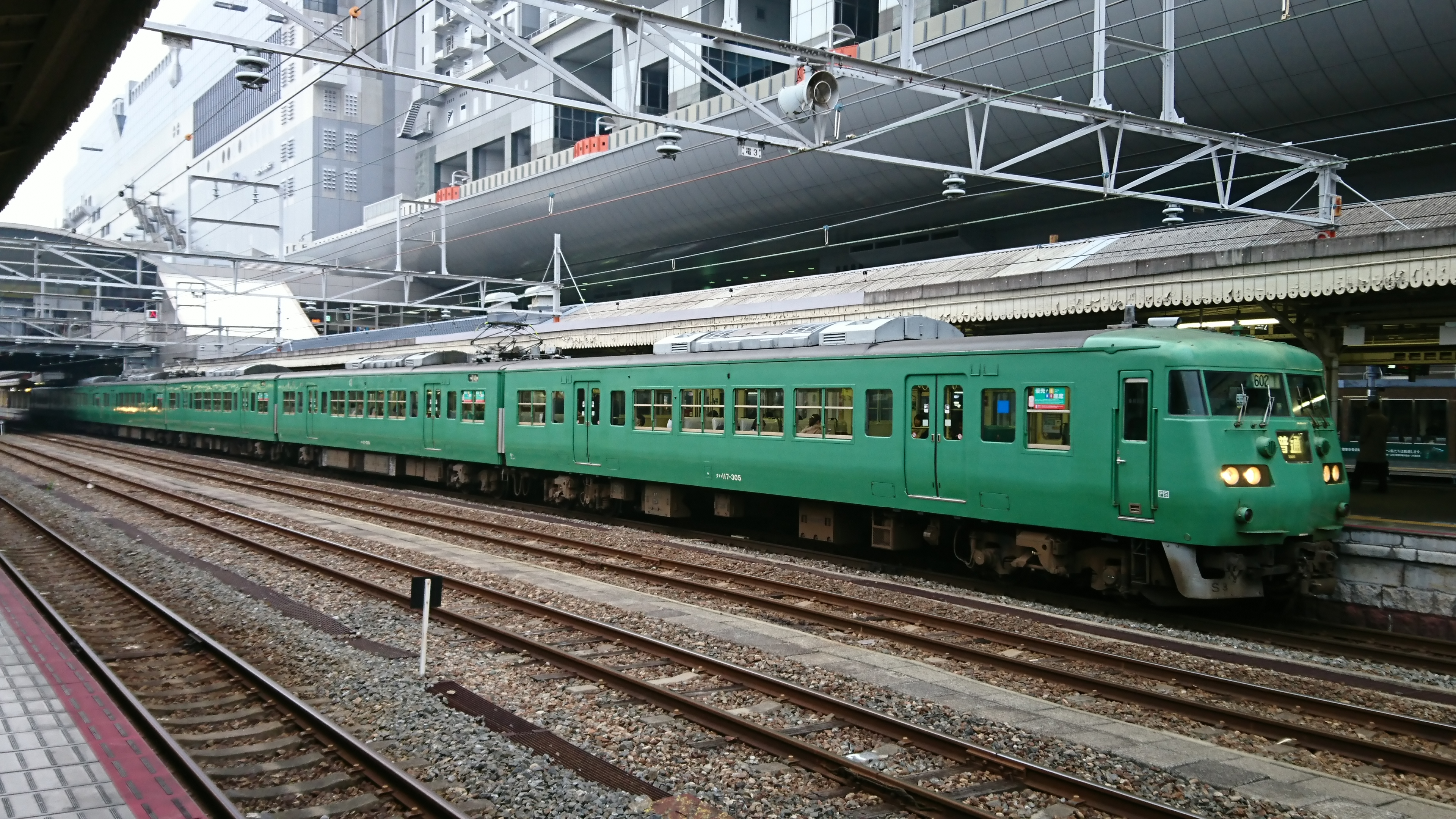
117系

## 歴史
東海道に沿って大津（のち草津に変更）と名古屋を結ぶ鉄道を計画した関西鉄道の最初の路線として、1889年に草津駅 - 三雲駅間が開業した。当初の起点が滋賀県側であったのは関西鉄道設立の発起人が滋賀県の人々であったためで、発起人の一人である阿部市郎兵衛は近江鉄道第三代社長でもある。
東海道の鈴鹿越が険しいため、1890年に延伸した三雲駅 - 柘植駅間は杣街道に沿って倉歴越、柘植駅 - 関駅間は大和街道に沿って加太越をそれぞれ選択した。1895年に名古屋駅延伸、1897年に柘植駅で分岐して加茂駅延伸を果たしたが、1898年に起点を名古屋駅に変更、加えて柘植駅 - 草津駅間が支線扱いとなった。1907年に関西鉄道が国有化され、1909年に草津線の路線名が付与された。
1969年には東海道本線の複々線化に合わせて、手原駅 - 草津駅間の一部区間が高架化され、東海道本線を乗り越す立体交差で合流するようになった。あわせて、草津駅を出て同駅構内の転車台直前でカーブしていた旧線は廃止され、営業距離が0.3km伸びている。1980年には全線が電化された。
- 1889年（明治22年）12月15日：関西鉄道により草津駅 - 三雲駅間（9M72C≒15.93km）が開業[27]。石部駅・三雲駅が開業[27]。
- 1890年（明治23年）2月19日：三雲駅 - 柘植駅間（12M63C≒20.58km）が延伸開業し全線開通。深川駅・柘植駅が開業[注 8]。
- 1898年（明治31年）4月19日：本線を草津駅 - 名古屋駅間から名古屋駅 - 加茂駅間に変更し、柘植駅 - 草津駅間は支線となる。
- 1900年（明治33年）12月29日：近江鉄道本線との乗り換え駅として貴生川駅が開業。
- 1901年（明治34年）1月25日：全線で6C（≒0.12km）短縮。
- 1902年（明治35年）11月12日：営業距離の単位をマイル・チェーンからマイルのみに簡略化（22M49C→22.6M）。
- 1904年（明治37年）3月1日：大原駅（現在の甲賀駅）が開業[27]。
- 1907年（明治40年）10月1日：関西鉄道が国有化[27]。
- 1909年（明治42年）10月12日：国有鉄道線路名称制定[27]。柘植駅 - 草津駅間を草津線とする[27]。
- 1918年（大正7年）5月1日：大原駅を大原市場駅に改称[27]。
- 1922年（大正11年）11月5日：手原駅が開業[27]。
- 1930年（昭和5年）4月1日：営業距離の単位をマイルからメートルに変更（22.6M→36.4km）。
- 1956年（昭和31年）
  - 4月10日：大原市場駅を甲賀駅に、深川駅を甲南駅に改称[27]。
  - 10月2日：一部列車を気動車列車に置き換え。
- 1959年（昭和34年）
  - 12月15日：油日駅が開業[27]。
  - 12月25日：寺庄駅開業[27]。
- 1961年（昭和36年）3月1日：京都駅 - 鳥羽駅間に草津線経由の気動車準急「鳥羽」が運転開始[28]。草津線初の優等列車となる。
- 1969年（昭和44年）
  - 11月23日：東海道線乗り越え交差完成。
  - 11月29日：石部駅 - 手原駅間で気動車列車に落下岩石が衝撃。運転士1名死亡、乗客17名乗員2名負傷。
  - 12月1日：手原駅 - 草津駅間の営業距離が変更 (+0.3km)。
- 1972年（昭和47年）10月2日：SL引退に伴い無煙化[28]。
- 1979年（昭和54年）
  - 7月4日：自動信号化[29]。
  - 12月20日：列車集中制御装置 (CTC) が導入[29]。
- 1980年（昭和55年）3月3日：全線電化[30][31]。
- 1981年（昭和56年）10月1日：甲西駅が開業。
- 1986年（昭和61年）11月1日：この日のダイヤ改正で最後まで残っていた急行「志摩」が廃止され、普通列車のみの運転となる[32]。
- 1987年（昭和62年）4月1日：国鉄分割民営化により西日本旅客鉄道が承継[28]。日本貨物鉄道が貴生川駅 - 草津駅間の第二種鉄道事業者となる。柘植駅 - 貴生川駅間の貨物営業廃止。
- 1999年（平成11年）3月31日：日本貨物鉄道の第二種鉄道事業（貴生川駅 - 草津駅間）廃止[33]。
- 2003年（平成15年）
  - 10月1日：コンコースの喫煙コーナーを廃止[34]。
  - 11月1日：草津駅 - 貴生川駅間でICカード「ICOCA」導入[35]。
- 2010年（平成22年）
  - 2月20日：DD51形+ジョイフルトレイン「あすか」+DD51形の編成で、草津線全線開通120周年の記念列車が運行される[36]。
  - 12月1日：組織改正により、京都支社が管轄していた草津駅 - 三重県境付近間を、近畿統括本部の管轄に変更[37]。
- 2015年（平成27年）3月14日：路線記号が本格導入開始[38]。
- 2018年（平成30年）3月17日：貴生川駅 - 柘植駅間でICカード「ICOCA」が利用可能となる[39]。
- 2019年（令和元年）11月18日：草津線・関西本線（亀山駅 - 加茂駅間）の指令所が、亀山指令所から大阪総合指令所に移転となる[40]。
- 2023年（令和5年）4月1日：113系・117系が運用終了[24]｡
- 2024年（令和6年）3月16日：京都支所に属する223系2500番台・6000番台が定期運用開始

## 駅一覧
- 全列車普通列車（全駅に停車）
- 線路（全線単線） … ◇・∧：列車交換可能、｜：列車交換不可

| 駅名     | 営業キロ | 営業キロ | 接続路線                                                                                                 | 線路 | 所在地        | 所在地        |
| 駅名     | 駅間     | 累計     | 接続路線                                                                                                 | 線路 | 所在地        | 所在地        |
| -------- | -------- | -------- | --- | ---- | ------------- | ------------- |
| 柘植駅   | -        | 0.0      | 西日本旅客鉄道： 関西本線                                                                                | ◇    | 三重県 伊賀市 | 三重県 伊賀市 |
| 油日駅   | 5.3      | 5.3      | | ｜   | 滋賀県        | 甲賀市        |
| 甲賀駅   | 2.1      | 7.4      | | ◇    | 滋賀県        | 甲賀市        |
| 寺庄駅   | 3.1      | 10.5     | | ｜   | 滋賀県        | 甲賀市        |
| 甲南駅   | 2.0      | 12.5     | | ◇    | 滋賀県        | 甲賀市        |
| 貴生川駅 | 2.8      | 15.3     | 信楽高原鐵道：信楽線 近江鉄道：本線 (OR37)                                                               | ◇    | 滋賀県        | 甲賀市        |
| 三雲駅   | 5.2      | 20.5     | | ◇    | 滋賀県        | 湖南市        |
| 甲西駅   | 3.8      | 24.3     | | ｜   | 滋賀県        | 湖南市        |
| 石部駅   | 3.3      | 27.6     | | ◇    | 滋賀県        | 湖南市        |
| 手原駅   | 5.1      | 32.7     | | ◇    | 滋賀県        | 栗東市        |
| 草津駅   | 4.0      | 36.7     | 西日本旅客鉄道： 東海道本線（琵琶湖線）(JR-A24) （朝夕の一部は京都駅まで、平日朝のみ網干駅まで直通運転） | ∧    | 滋賀県        | 草津市        |

草津駅がJR西日本直営駅、柘植駅から甲南駅が簡易委託駅、それ以外の各駅はJR西日本交通サービスによる業務委託駅である。
石部駅 - 手原駅間、貴生川駅 - 三雲駅間に新駅を設置する構想がある。